# Gouldova–Jacobsova reakce
Gouldova–Jacobsova reakce je organická syntéza pro přípravu chinolinů a derivátů 4-hydroxychinolinu. Gouldova–Jacobsova reakce představuje řadu reakcí. Tato řada začíná kondenzací/substitucí anilinu s alkoxymethylenmalonátem nebo acylmalonátem za vzniku anilidomethylenmalonátu esteru. Poté se procesem šestielektronové cyklizace vytvoří 4-hydroxychinolin-3-karboxylát, který existuje většinou ve 4-oxo formě (4-chinolon-3-karboxylát). Bazickou hydrolýzou tohoto esteru, následovanou kyselým zpracováním reakční směsi vzniká 4-chinolon-3-karboxylová kyselina. Po tomto kroku následuje dekarboxylace, čímž se získá 4-hydroxychinolin. Gouldova–Jacobsova reakce je použitelná pro aniliny s elektron donorními skupinami v meta-poloze.
Touto reakcí lze syntetizovat 4-chinolinol a jeho deriváty. Při této reakci anilin nebo derivát anilinu nejprve reaguje s derivátem kyseliny malonové (ethyl ethoxymethylidenmalonátem) substitucí ethoxyskupiny dusíkem. Benzanulace probíhá působením tepla na vzniklý arylamino-methylidenmalonát. Esterová skupina se hydrolyzuje hydroxidem sodným na karboxylovou kyselinu a dekarboxylací opět působením tepla vzniká 4-hydroxychinolin.
Rozšíření Gouldova–Jacobsova přístupu může připravit nesubstituované mateřské heterocykly s kondenzovaným pyridinovým kruhem Skraupova typu (viz Skraupova reakce).

## Mechanismus
Mechanismus Gouldovy–Jacobsovy reakce začíná nukleofilním atakem dusíku anilinu, následovaným eliminací ethanolu za vzniku produktu kondenzace. Šestielektronovou cyklizační reakcí se ztrátou další molekuly ethanolu se vytvoří ethyl 4-hydroxychinolin-3-karboxylát. Enol forma se může keto-enol tautomerií přeměnit na keto formu – ethyl 4-oxo-2,4-dihydrochinolin-3-karboxylát. Protonací dusíku vznikne ethyl 4-oxo-1,4-dihydrochinolin-3-karboxylát.

## Příklady a aplikace
Příkladem je syntéza 4,7-dichlorchinolinu.
- Floctafenin a glafenin jsou dvojice fenamátových nesteroidních protizánětlivých látek (non steroidal anti-inflammatory drugs, NSAID), jejichž syntézy spoléhají na Gouldovu-Jacobsovu reakci
- Několik chinolonových antibiotických struktur, jako je rosoxacin, kyselina oxolinová, droxacin atd.

Dalším příkladem je syntéza antimalarik jako aminoalkylaminoderivátů 2,3-dihydrofurochinolinů
Gouldova reakce se také používá k přeměně 5-aminoindolu na chinoliny za účelem syntézy derivátů pyrazolo [4,3- c] pyrrolo [3,2- f] chinolin-3-onu jako modifikovaných analogů pyrazolochinolinonu. Tyto sloučeniny mají potenciál působit jako antagonisté na centrálních benzodiazepinových receptorech (BZR) v oocytech drápatky vodní (Xenopus laevis).
Gouldova–Jacobsova reakce se také používá jak konvenčně s kondenzačními kroky, tak s acyklickým intermediátem a s jednokrokovým mikrovlnným ozářením k syntéze ethyl 4-oxo-8,10-substituovaných-4,8-dihydropyrimido [1,2-c] pyrrolo [3,2-e] pyrimidin-3-karboxylátů.